# Fabio Moro
Fabio Moro (Bassano del Grappa, 13 luglio 1975) è un allenatore di calcio ed ex calciatore italiano.

## Carriera
Difensore scuola Milan, che non lo ha mai utilizzato in prima squadra, ha giocato con la maglia del Ravenna in Serie C1 1994-1995 collezionando 25 presenze con l'aggiunta di un gol, e nel Torino in Serie A 1995-1996 dove ha disputato 8 partite.
In seguito ha collezionato 22 presenze con la Salernitana in Serie B 1996-1997 e nell'ottobre del 1997 è stato acquistato dal Monza, in Serie B, dove ha giocato due stagioni (1997-1998 e 1998-1999) mettendo insieme 52 presenze.
Nell'aprile del 1999 viene perfezionato il suo trasferimento al sodalizio ducale dal 1º luglio, ma un infortunio al ginocchio, rimediato nel maggio di quello stesso anno ancora con la maglia del Monza, lo estromette per lungo tempo mettendo a rischio la sua stessa carriera e senza inanellare alcuna presenza nel Parma di Malesani.

### Chievo
Nel febbraio 2000, passa in comproprietà al Chievo Verona. Nella prima stagione ha collezionato solo 8 presenze per colpa dell'infortunio.
Poi è stato promosso titolare (2000-2001) e ha contribuito alla promozione della squadra in Serie A realizzando anche un gol, ripetendosi nei successivi cinque campionati; è uno degli autori principali della cosiddetta: Favola Chievo, rivelandosi uno dei terzini più forti della massima serie.
Con la maglia del Chievo totalizza in totale 232 presenze in Serie A oltre a 13 presenze in Coppa Italia, 3 in Coppa Uefa (2 vs Stella Rossa di Belgrado ,1 vs Sporting Braga) ,1 nel preliminare Champions League a Sofia contro il Levski e 62 nel campionato cadetto, realizzando di testa proprio con la maglia giallo-blu il suo primo gol ed unico in massima serie contro il Milan nella stagione 2001-2002, rete che valse il pareggio del Chievo nell'incontro giocato al Bentegodi e finito per 1-1.
Con la compagine clivense fa il suo esordio in una partita europea ufficiale nel 2002, in occasione della gara del Primo turno contro la Stella Rossa. Avrà occasione di esordire anche nel turno preliminare di Champions League nel 2006, scendendo in campo nella gara di andata contro i bulgari del Levski Sofia, esordio assoluto della squadra veronese nella massima competizione continentale.
Al termine della stagione 2006-07 Moro segue il Chievo in Serie B, aiutando il club a conquistare la promozione nella massima categoria dopo solo un anno e totalizzando 20 presenze, segnando due reti.
Gioca la sua ultima partita rientrando dopo un lungo infortunio al ginocchio sinistro nel maggio 2010 in casa contro la Roma con la fascia di capitano.
Allenatore
Terminata la carriera da giocatore resta tra le file del Chievo Verona dapprima come team manager, poi coordinatore del settore giovanile, allenatore Under 16 e collaboratore tecnico della prima squadra. Nell'estate 2022 diventa allenatore in seconda della formazione veronese del Sona militante in Serie D. A marzo 2023 viene scelto come allenatore in seconda della formazione vicentina del Montecchio Maggiore militante in Serie D. Per la stagione 23/24 viene chiamato con vice allenatore della formazione Primavera dell'Hellas Verona. Nella stagione 24/25 torna tra le file del Montecchio Maggiore come allenatore in prima militante in Serie D.

## Statistiche

### Presenze e reti nei club
Statistiche aggiornate al 16 maggio 2010.
| Stagione           | Squadra            | Campionato         | Campionato | Campionato | Coppe nazionali | Coppe nazionali | Coppe nazionali | Coppe continentali | Coppe continentali | Coppe continentali | Altre coppe  | Altre coppe | Altre coppe | Totale | Totale |
| Stagione           | Squadra            | Comp               | Pres       | Reti       | Comp            | Pres            | Reti            | Comp               | Pres               | Reti               | Comp         | Pres        | Reti        | Pres   | Reti   |
| ------------------ | ------------------ | ------------------ | ---------- | ---------- | --------------- | --------------- | --------------- | ------------------ | ------------------ | ------------------ | ------------ | ----------- | ----------- | ------ | ------ |
| 1993-1994          | Milan              | A                  | -          | -          | CI              | -               | -               | UCL                | -                  | -                  | SI + CI + SU | -           | -           | -      | -      |
| 1994-1995          | Ravenna            | C1                 | 25         | 1          | CI              | 1               | 0               | -                  | -                  | -                  | -            | -           | -           | 26     | 1      |
| 1995-1996          | Torino             | A                  | 8          | 0          | CI              | 1               | 0               | -                  | -                  | -                  | -            | -           | -           | 9      | 0      |
| 1996-1997          | Salernitana        | B                  | 22         | 0          | CI              | -               | -               | -                  | -                  | -                  | -            | -           | -           | 22     | 0      |
| ago.-ott. 1997     | Salernitana        | B                  | 3          | 0          | CI              | -               | -               | -                  | -                  | -                  | -            | -           | -           | 3      | 0      |
| Totale Salernitana | Totale Salernitana | Totale Salernitana | 25         | 0          |                 | -               | -               |                    | -                  | -                  |              | -           | -           | 25     | 0      |
| ott.1997-1998      | Monza              | B                  | 25         | 0          | CI              | -               | -               | -                  | -                  | -                  | -            | -           | -           | 25     | 0      |
| 1998-1999          | Monza              | B                  | 27         | 0          | CI              | -               | -               | -                  | -                  | -                  | -            | -           | -           | 27     | 0      |
| Totale Monza       | Totale Monza       | Totale Monza       | 53         | 0          |                 | -               | -               |                    | -                  | -                  |              | -           | -           | 53     | 0      |
| 1999- feb. 2000    | Parma              | A                  | -          | -          | CI              | -               | -               | UCL                | -                  | -                  | SI           | -           | -           | -      | -      |
| feb.-giu. 2000     | Chievo             | B                  | 8          | 0          | CI              | -               | -               | -                  | -                  | -                  | -            | -           | -           | 8      | 0      |
| 2000-2001          | Chievo             | B                  | 34         | 1          | CI              | 3               | 0               | -                  | -                  | -                  | -            | -           | -           | 37     | 1      |
| 2001-2002          | Chievo             | A                  | 30         | 1          | CI              | 2               | 0               | -                  | -                  | -                  | -            | -           | -           | 32     | 1      |
| 2002-2003          | Chievo             | A                  | 29         | 0          | CI              | 1               | 0               | CU                 | 2                  | 0                  | -            | -           | -           | 32     | 0      |
| 2003-2004          | Chievo             | A                  | 32         | 0          | CI              | 2               | 0               | -                  | -                  | -                  | -            | -           | -           | 34     | 0      |
| 2004-2005          | Chievo             | A                  | 27         | 0          | CI              | 1               | 0               | -                  | -                  | -                  | -            | -           | -           | 28     | 0      |
| 2005-2006          | Chievo             | A                  | 27         | 0          | CI              | 2               | 0               | -                  | -                  | -                  | -            | -           | -           | 29     | 0      |
| 2006-2007          | Chievo             | A                  | 19         | 0          | CI              | 2               | 0               | UCL+CU             | 1+1                | 0                  | -            | -           | -           | 23     | 0      |
| 2007-2008          | Chievo             | B                  | 20         | 2          | CI              | -               | -               | -                  | -                  | -                  | -            | -           | -           | 20     | 2      |
| 2008-2009          | Chievo             | A                  | 5          | 0          | CI              | -               | -               | -                  | -                  | -                  | -            | -           | -           | 5      | 0      |
| 2009-2010          | Chievo             | A                  | 1          | 0          | CI              | -               | -               | -                  | -                  | -                  | -            | -           | -           | 1      | 0      |
| Totale Chievo      | Totale Chievo      | Totale Chievo      | 232        | 4          |                 | 13              | 0               |                    | 4                  | 0                  |              | -           | -           | 249    | 4      |
| Totale carriera    | Totale carriera    | Totale carriera    | 342        | 5          |                 | 15              | 0               |                    | 4                  | 0                  |              | -           | -           | 361    | 5      |

### Statistiche da allenatore
Statistiche aggiornate al 25 settembre 2024.
| Stagione        | Squadra         | Campionato      | Campionato | Campionato | Campionato | Campionato | Coppe nazionali | Coppe nazionali | Coppe nazionali | Coppe nazionali | Coppe nazionali | Coppe continentali | Coppe continentali | Coppe continentali | Coppe continentali | Coppe continentali | Altre coppe | Altre coppe | Altre coppe | Altre coppe | Altre coppe | Totale | Totale | Totale | Totale | % Vittorie | Piazzamento |
| Stagione        | Squadra         | Comp            | G          | V          | N          | P          | Comp            | G               | V               | N               | P               | Comp               | G                  | V                  | N                  | P                  | Comp        | G           | V           | N           | P           | G      | V      | N      | P      | %          | Piazzamento |
| --------------- | --------------- | --------------- | ---------- | ---------- | ---------- | ---------- | --------------- | --------------- | --------------- | --------------- | --------------- | ------------------ | ------------------ | ------------------ | ------------------ | ------------------ | ----------- | ----------- | ----------- | ----------- | ----------- | ------ | ------ | ------ | ------ | ---------- | ----------- |
| 2024-2025       | Montecchio      | D               | 14         | 2          | 3          | 9          | CI-D            | 2               | 1               | 0               | 1               | -                  | -                  | -                  | -                  | -                  | -           | -           | -           | -           | -           | 16     | 3      | 3      | 10     | 18,75      | in corso    |
| Totale carriera | Totale carriera | Totale carriera | 14         | 2          | 3          | 9          |                 | 2               | 1               | 0               | 1               |                    | -                  | -                  | -                  | -                  |             | -           | -           | -           | -           | 16     | 3      | 3      | 10     | 18,75      |             |

## Palmarès

### Competizioni nazionali
- Campionato italiano di Serie B: 1

Chievo: 2000-2001
- Campionato italiano di Serie B: 1

Chievo: 2007-2008
- Supercoppa italiana: 1

Parma: 1999